# Rio Tinto (Gondomar)
Rio Tinto é uma cidade portuguesa do Município de Gondomar, no Distrito do Porto, que é sede da Freguesia de Rio Tinto, freguesia com 9,58 km2 de área e 51 083 habitantes (censo de 2021), tendo assim uma densidade populacional de 5 332,3 hab./km². Era a nona freguesia do país com mais residentes, em 2021.
A vila de Rio Tinto foi elevada à categoria de cidade em 21 de junho de 1995, onze anos depois de ter sido elevada a vila. A cidade com 65 469 habitantes (2021) está também parcialmente implantada na freguesia de Baguim do Monte, tendo esta última sido criada em 1985 com lugares da freguesia de Rio Tinto.

## Demografia
A população registada nos censos foi:
| Ano  | 0-14 Anos | 15-24 Anos | 25-64 Anos | > 65 Anos |
| 2001 | 7717      | 6559       | 27694      | 5725      |
| 2011 | 7599      | 5391       | 29684      | 8039      |
| 2021 | 6382      | 5332       | 28318      | 11051     |

Nota: com lugares desta freguesia foi criada pela Lei nº 229/85, de 4 de outubro, a freguesia de Baguim do Monte

## História

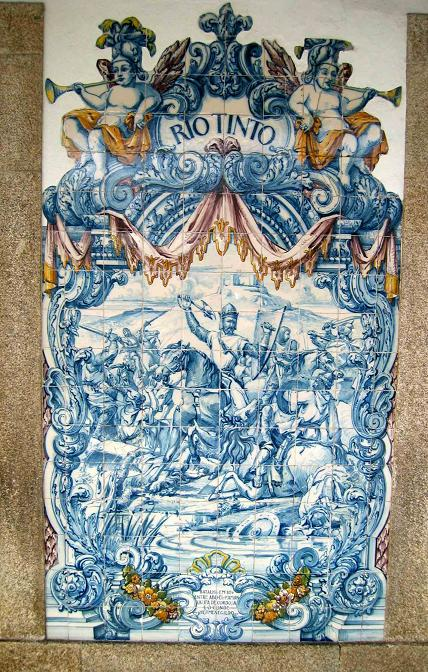
Painel de azulejos da Batalha em 824 entre Abderramão II, Califa de Córdova, e o Conde Hermenegildo - Estação de Rio Tinto.

Rio Tinto tem o seu nome ligado ao rio que a atravessa, havendo mesmo uma lenda que explica o seu topónimo, remontando ao século IX e à sangrenta batalha que opôs as forças combinadas de Hermenegildo Guterres e Ordonho II contra o poderoso exército de Abderramão II.
A povoação de Rio Tinto é anterior à criação do reino de Portugal. O lugar pertencia ao antigo julgado da Maia, e identificava-se pela existência de um antigo convento de Agostinhas, actual Quinta das Freiras, fundado em 1062. D. Afonso Henriques, após a criação do reino de Portugal, protegeu-o e deu-lhe foro de couto a 20 de Maio de 1141, um foro que os posteriores monarcas foram renovando. Este couto englobava as aldeias de Vila Cova, Ranha, Rebordãos, Quintã, Triana, Portela, Areosa, Pinheiro, Gesta, Brasoleiro, Forno, Santegãos, Carreiros, Medancelhe, Casal, Lourinha, Sevilhães, Perlinhas, Ferraria, Vendas Velhas, Vendas Novas, Cavada nova, São Sebastão, Vale de Flores, Soutelo, Mendalho, Amial e Mosteiro. Em 1801 tinha 2 675 habitantes.
Do mosteiro que caracterizava e dava importância ao couto de Rio Tinto nada resta actualmente. Sabe-se, porém, que foi extinto a 6 de Janeiro de 1535, ficando com os seus privilégios o mosteiro beneditino de Avé Maria no Porto.
Pertenceu ao extinto concelho de Aguiar de Sousa. Em 26 de Julho de 1867, através de um decreto, deu-se a criação do concelho de Rio Tinto. Dele faziam parte sete paróquias civis: Águas Santas, Covêlo, Gondomar, São Pedro da Cova, Rio Tinto, Valbom e Valongo. Este concelho existiu até 14 de Janeiro de 1868. Em 28 de Junho de 1984 voltou a ser vila e desde 1995 cidade, agora com duas freguesias - Rio Tinto e Baguim do Monte.

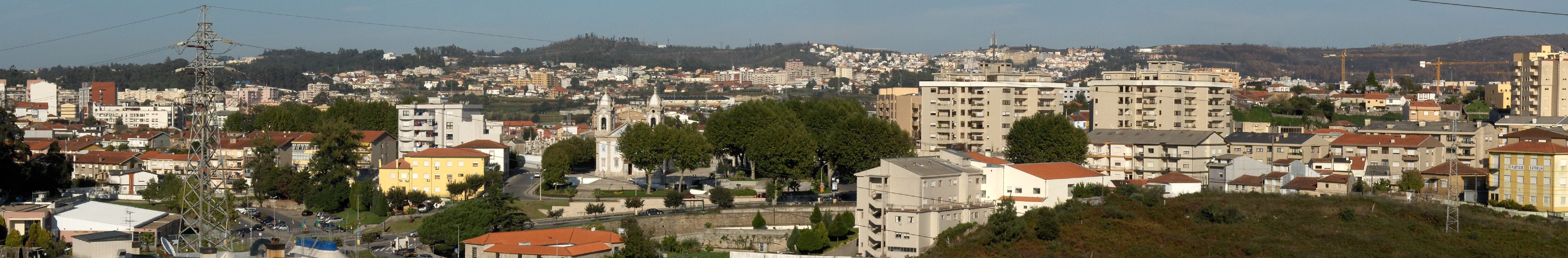
Vista panorâmica da Cidade de Rio Tinto.

## Brasão
Fundo azul com uma espada espetada no Rio, Tinto do sangue (lenda que atribui o nome da localidade à batalha entre cristãos e mouros). À direita da espada, encontram-se 2 espigas (milho e trigo) e, à sua esquerda, uma roda dentada, que lembra a actividade agrícola de outrora, e a segunda que simboliza a indústria que se foi desenvolvendo a partir do início deste século.

## Património
- Antigo lugar do Mosteiro

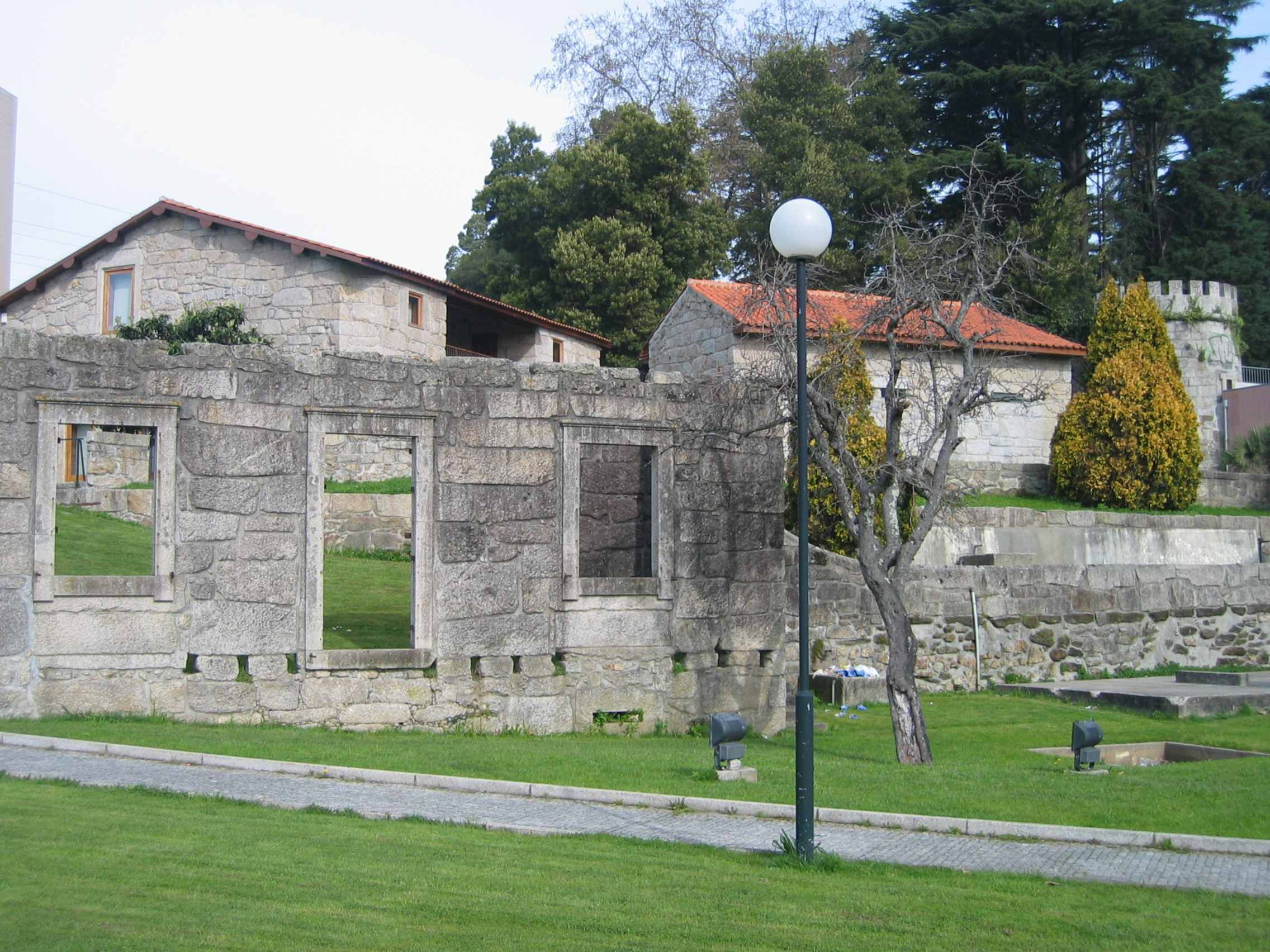
Quinta das Freiras.

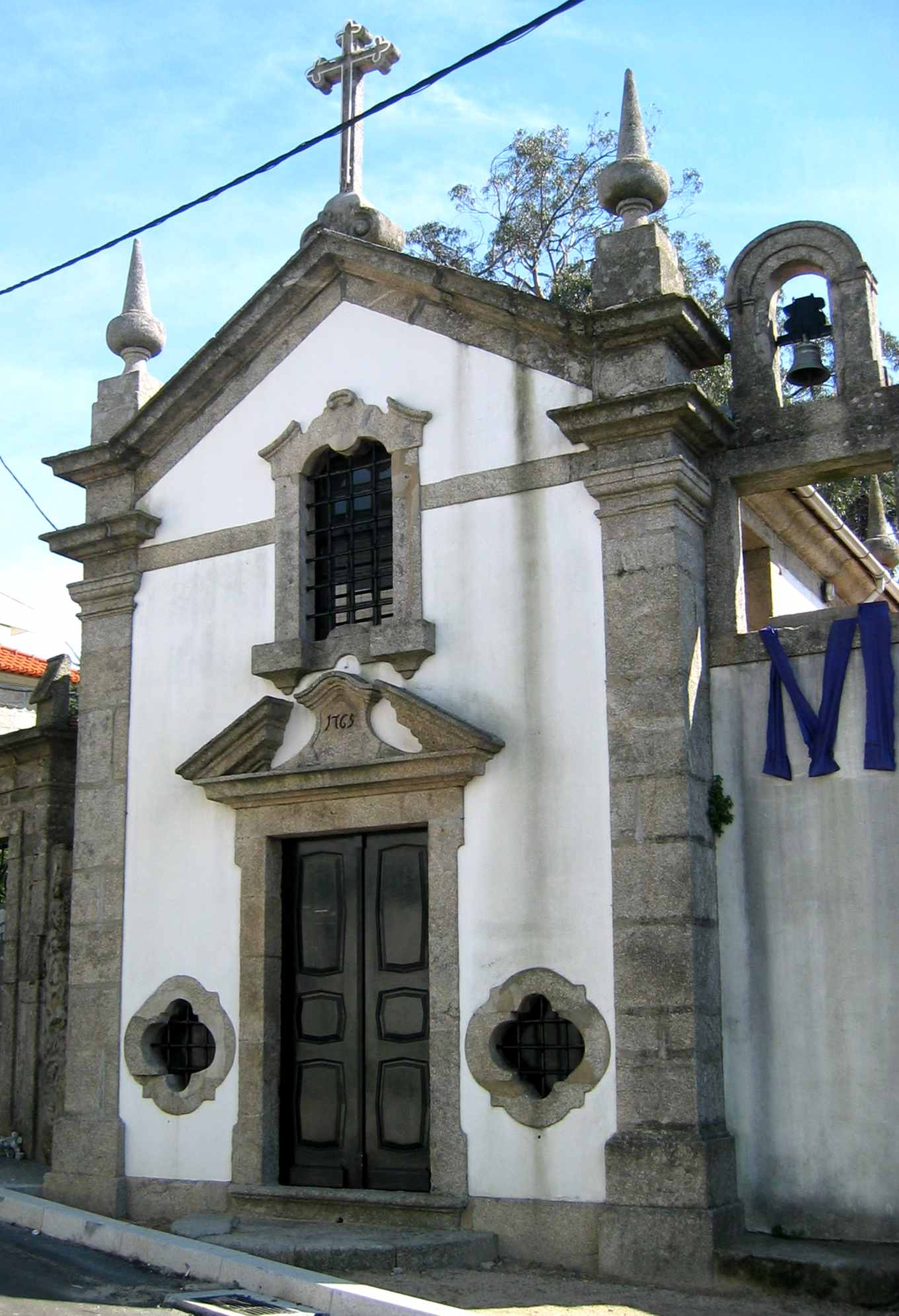
Quinta da Campaínha - Capela da Nossa Senhora da Conceição.

- Capela de Nossa Senhora da Conçeição
- Capela de Nossa Senhora da Lapa (Rio Tinto)
- Capela de Nosso Senhor dos Aflitos (na Triana e em Rebordãos)
- Capela de Nossa Senhora do Amparo
- Capela de Nosso Senhor do Calvário
- Capela de Nossa Senhora da Ponte
- Capela do Mártir São Sebastião (Rio Tinto)
- Capela de São Joaquim (da Obra ABC)
- Centro Cultural Amália Rodrigues
- Cripta (ou Igreja de Santa Maria de Rio Tinto) junto à Igreja Matriz
- Cruzeiro junto à Igreja Matriz
- Estação de Rio Tinto
- Igreja Matriz de Rio Tinto
- Igreja de Santo António de Corim
- Pelourinho
- Piscinas Municipais
- Prédio da Junta de Freguesia
- Quinta de Campaínha
- Quinta das Freiras
- Quinta do Perdigão (também belo exemplar da quinta dos imigrantes brasileiros do século XIX)
- Quinta do Sá (típica e bela quinta dos imigrantes no Brasil do século XIX)

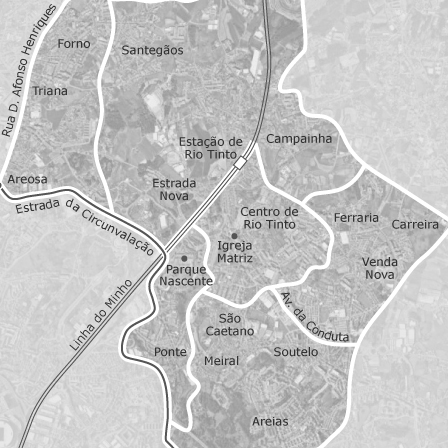
mapa da freguesia de rio tinto

## Feiras, Festas e Romarias
- São Sebastião, na sua Capela (dia 20 de Janeiro e fim de semana seguinte)
- Nossa Senhora da Ponte, na Capela que lhe é dedicada. É uma celebração com cariz apenas religioso, sendo a Missa Solene no último sábado de Abril.
- Santo António do Corim, Igreja Paroquial do Corim (dia 13 de Junho e fim de semana seguinte)
- São Bento das Pêras e São Cristóvão, na Igreja Matriz (inicia-se no fim de semana anterior a dia 11 de Julho, que é o dia de São Bento, e dura até ao fim de semana seguinte, dia da Procissão e do padroeiro São Cristóvão)
- Nosso Senhor dos Aflitos, na Triana (primeiro fim de semana de Agosto)
- Além destas festas com carácter mais popular realizam-se numerosas Procissões como a do Senhor Morto ou Procissão Santa, na Sexta-Feira Santa de cada ano. É também de destacar as Procissões de velas como a do dia 12 de Maio na Igreja Matriz, no último sábado de Maio na Capela de Nossa Senhora da Ponte e dia 31 de Maio na Capela de São Joaquim e Rebordãos.
- Feira Semanal ao Sábado, junto à Quinta das Freiras
- Mercado - Mercado da Areosa, de Segunda a Sábado

## Transportes
A freguesia é composta por uma rede viária onde nela constituem vias de acesso de elevada relevância, quer para deslocações urbanas, municipais ou intermunicipais como, por exemplo, o corredor constituído pelas avenidas Dr. Francisco Sá Carneiro/Dr. Domingos Gonçalves de Sá/Conduta num traçado nordeste-sudoeste ou o corredor das ruas Afonso de Albuquerque/Pedro Álvares Cabral/Fernão de Magalhães/Nossa Senhora do Amparo num traçado sudeste-noroeste, cruzando-se uma com a outra numa zona de grande densidade habitacional e relevância comercial, perto do centro administativo da freguesia. Outras arteriais e coletoras de elevado relevo para a cidade são a N12/Estrada da Circunvalação, servindo praticamente como a fronteira e ligações sudoeste da freguesia com a cidade do Porto, e a N105/Rua Dom Afonso Henriques, servindo de fronteira noroeste com a freguesia de Pedrouços, no concelho da Maia. No limite sul da freguesia, no Nó das Areias, dá-se o acesso à A43 e, embora fora dos limites da cidade, o acesso à A4, através do Nó de Ermesinde, constitui um dos acessos principais à cidade de Rio Tinto. Um projeto rodoviário nas freguesias de Rio Tinto e Baguim do Monte é a construção da chamada Via Estruturante Norte-Sul que, após a sua conclusão e em conjunto com outras vias existentes, formará um anel viário dentro da cidade de Rio Tinto.
No que toca ao transporte público rodoviário, a freguesia é servida por um conjunto de linhas de autocarro das operadoras STCP (incluindo por linhas noturnas "M") e, desde 2024, UNIR (esta última substituindo vários serviços operados por empresas privadas como a ETG/Gondomarense, Valpi e Resende/Maré), nomeadamente:
- STCP: 205, 400, 700, 701, 702 ,703 , 704, 706, 707, 800, 801, 803, 804, 805, 806, ZC, 5M, 7M, 8M e 9M[10];
- UNIR: 5003, 5017, 6603, 7009, 8013, 8020, 8022, 8023, 8025, 8030, 8031, 8032, 8033, 8034, 8035 e 8040[11].

Existe um interface ferroviário da Linha do Minho na freguesia, servido diariamente pelos serviços urbanos da CP Porto, nomeadamente as Linhas de Braga, de Guimarães e do Marco, e alguns serviços regionais da CP, com ligações a algumas das linhas de autocarro acima mencionadas.
Historicamente, a freguesia foi servida pelas redes de carros elétricos e de tróleis do Porto , a última tendo sido entretanto extinta.
Desde 2011 que a cidade é servida diretamente pela Linha F da rede de metro do Porto, com as estações Levada, Rio Tinto, Campainha, Carreira e Venda Nova localizadas dentro da área da freguesia (a estação Baguim, entre as estações Campainha e Carreira, encontra-se dentro dos limites da freguesia de Baguim do Monte, na fronteira com a freguesia de Rio Tinto, servindo deste modo os residentes e serviços nas periferias desta fronteira, tais como o Estádio Cidade de Rio Tinto, casa do Sport Clube Rio Tinto).

## Famosos da Freguesia
- Fábio Silva, jogador de futebol.
- Pedro Barbosa, jogador de futebol.
- Fernando Rocha, comediante nascido em Rio Tinto e que vive em Baguim do Monte.
- Slimmy, músico de rock.

## Instituições
- Clube Atlético de Rio Tinto
- Escola Secundária de Rio Tinto

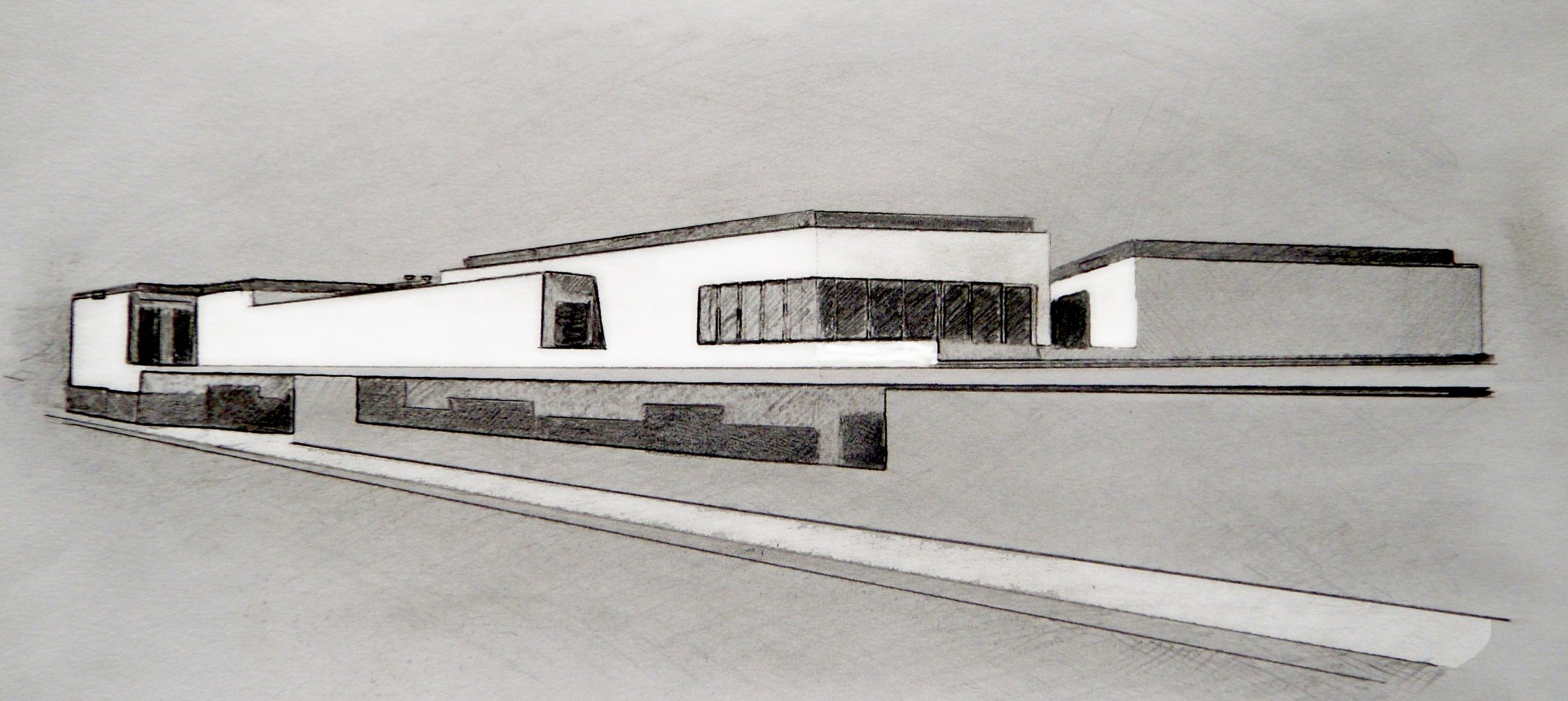
Escola Secundária de Rio Tinto

- «Escola E.B. 2,3 de Rio Tinto»
- Sport Clube Rio Tinto
- Grupo Dramático e Beneficente de Rio Tinto
- Banda Musical de Rio Tinto